# André François-Poncet
Pour les articles homonymes, voir François-Poncet, François et Poncet.
André François-Poncet, né le 13 juin 1887 à Provins (Seine-et-Marne) et mort le 8 janvier 1978 à Paris, est un homme politique et diplomate français, membre de l'Académie française et chancelier de l'Institut de France.

## Biographie
Jean André est le fils du magistrat Henri François-Poncet qui a terminé sa carrière comme conseiller de la cour d'appel de Paris, André François-Poncet est un élève brillant et précoce, successivement au lycée Carnot, au collège Stanislas, puis au lycée Henri-IV. Lauréat du concours général, il est admis en 1907 à l’École normale supérieure (Ulm).
Agrégé d'allemand, auteur d'un mémoire de diplôme d'études supérieures sur les Affinités électives de Goethe, il commence une carrière d'enseignant, tout en publiant quelques billets dans la presse régionale. Mobilisé en 1914 comme lieutenant d’infanterie, il connut la vie des tranchées et « la quintessence de la culture populaire ». Il est blessé à Verdun, puis est affecté en 1917 à un service de renseignement organisé à l'ambassade de France à Berne, mission qui le conduit au journalisme : en 1919, il est engagé par Robert Pinot pour le compte du Comité des forges de France comme directeur du Bulletin quotidien, une publication destinée aux industriels français. Il le dirige en tant que directeur de la Société d'études et d'informations économiques. En 1923, Poincaré le nomme chef des services de renseignement économique en Allemagne, dans la Ruhr. À partir de 1924, il collabore au quotidien parisien L'Avenir ; il est à la fois éditorialiste, un temps rédacteur en chef (1924-1925) et membre du conseil d'administration de la société possédant ce journal.
Il est élu député de la Seine en 1924, réélu en 1928. De tendance centre-droit Alliance démocratique sur la liste conduite par Paul Reynaud, il entre au gouvernement comme sous-secrétaire d'État aux Beaux-Arts en 1928 et décide du transfert au musée du Louvre d'une centaine de toiles se trouvant au musée du Luxembourg et le réaménagement de ce dernier musée. Il est ensuite nommé ambassadeur à Berlin de 1931 à 1938, puis à Rome (1938-1939).
Le soir du 7 février 1933, il est présent lors de la première rencontre entre le nouveau chancelier Adolf Hitler et les diplomates étrangers en poste à Berlin. Il note que ce dernier a une « lueur trouble » dans le regard et un phrasé paysan, ce qui le conduit à le comparer à un « Mussolini de village ». En 1934, il écrit : « Les Allemands nous haïssent et leur chef est complètement fou », estimant qu'il ne serait « pas surpris d'être abattu ».
En mars 1936, peu de temps avant la réoccupation allemande de la Rhénanie, il met en garde le gouvernement d'Albert Sarraut contre le projet d'Hitler de tenter un coup de force. En 1938, après les accords de Munich, le président du Conseil, Édouard Daladier, le nomme à Rome – sur sa demande – dans l'espoir, assez vain, d'éloigner l'Italie du Reich.
Sous l’Occupation, mis en disponibilité en décembre 1941, il contribue hebdomadairement à des rubriques dans Le Figaro, alors replié en zone libre à Lyon. Membre (non actif) du Conseil national mis en place par Vichy, retiré dans la région grenobloise.
Le professeur belge Jacques Pirenne, qui a enseigné à l'université de Grenoble (1940-1941), brosse, dans ses Mémoires, le portrait suivant d'André François-Poncet : « C'est un homme élégant et qui attache une importance considérable à sa personne. Habitué au succès, c'est un mondain. Bel homme, l'air un peu fat, il porte une petite moustache « à la Hitler » mais dressée en deux petites pointes cirées. Il parle bien, lentement, en s'écoutant. Il est certainement très intelligent. Quand il traite un sujet, il le fait précéder d'un long préambule, ce qui lui permet de ne dire rigoureusement que ce qu'il veut bien dire, c'est-à-dire souvent pas grand-chose. Il a une grande culture, mais qui me paraît plus brillante que profonde. Il recherche l'esprit. Aime les jeux de mots […] ».
François-Poncet est arrêté en août 1943 par la Gestapo avec Albert Lebrun et passe deux ans en captivité dans le Tyrol dans le château d'Itter. Il est libéré en 1945 par la 1re armée française. En 1949, il devient haut-commissaire de la zone d'occupation française en Allemagne. À ce titre, il est signataire pour la France de l'accord de Petersberg, premier pas vers la souveraineté de l'Allemagne fédérale.
L’Académie française lui décerne le prix de la langue-française en 1949.
En août 1955, il devient pour quelques mois le premier ambassadeur de France en RFA à Bonn.
En novembre 1951, à la suite de la disparition de Raoul Dautry, il est nommé président de la Cité internationale universitaire de Paris, poste qu'il occupe jusqu'en 1964.
En 1952, il est élu à l’Académie française, au siège du maréchal Pétain, que l'Académie avait refusé de remplacer de son vivant bien qu'il en eût été radié après la Libération. Dans son discours de réception, André François-Poncet trace un portrait de son prédécesseur reprenant  la thèse de Robert Aron, celle du glaive et du bouclier.
De 1955 à 1967, il est vice-président, puis président de la Croix-Rouge française. Il fut également président de la Commission permanente de la Croix-Rouge internationale (aujourd'hui Mouvement international de la Croix-Rouge et du Croissant-Rouge) de 1948 à 1965.
Il fut, avec la militante européenne Marcelle Lazard, le fondateur de la Maison de l'Europe de Paris en 1956.
En avril 1971, il cosigne l'« appel aux enseignants » lancé par l'Institut d'études occidentales après la démission de Robert Flacelière de la direction de l'École normale supérieure.
Il est grand-croix de la Légion d'honneur.
André François-Poncet est marié le 26 mai 1920 avec Jacqueline Dillais. Le couple a eu cinq enfants, parmi lesquels l'ancien sénateur et ministre des Affaires étrangères Jean François-Poncet. Son petit-fils, qui porte le même nom que lui, André François-Poncet, est président du directoire de Wendel.
Il a présidé l'Association amicale de secours des anciens élèves de l'École normale supérieure.[Quand ?]

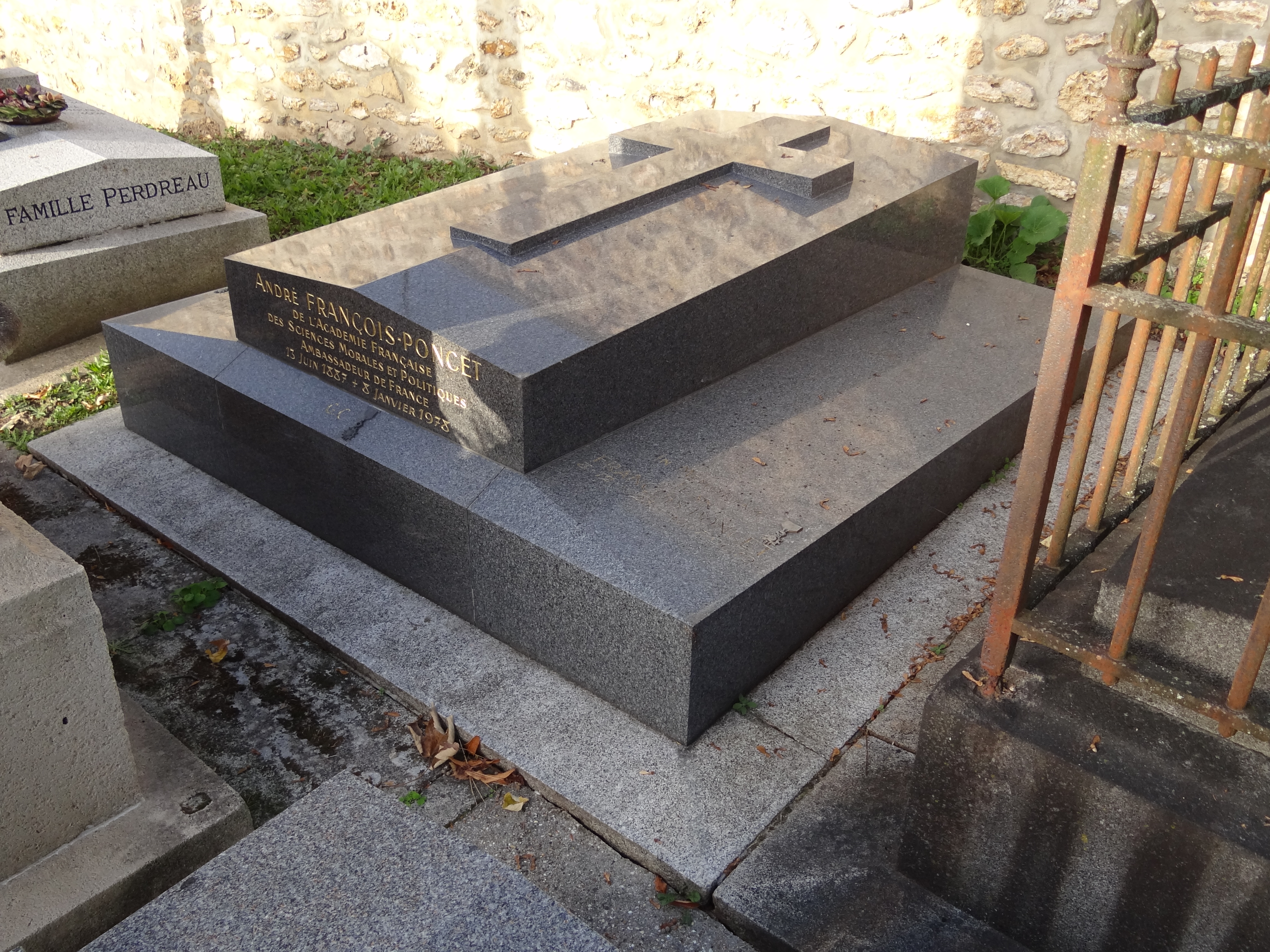
La tombe d'André François-Poncet au cimetière Notre-Dame à Versailles (Yvelines).

André François-Poncet meurt en 1978 à 90 ans et repose au cimetière Notre-Dame de Versailles. Son épouse Jacqueline est décédée en 1982 à 90 ans.
Il vécut au no 92 rue du Ranelagh (16e arrondissement de Paris).

## Décorations
- Grand-croix de la Légion d'honneur
- Grand-croix de l'ordre de la Couronne italienne
- Grand-croix de l'ordre de la Couronne

- Grand-Croix de l’Aigle du Reich[16]

## Fonctions gouvernementales
- Sous-secrétaire d'État à l'Enseignement technique et aux Beaux-arts du 13 novembre 1928 au 27 juillet 1929 dans le gouvernement Raymond Poincaré (5)
- Sous-secrétaire d'État à l'Enseignement technique et aux Beaux-arts du 29 juillet 1929 au 3 novembre 1929 dans le gouvernement Aristide Briand (11)
- Sous-secrétaire d'État aux Beaux-arts du 3 novembre 1929 au 21 février 1930 dans le gouvernement André Tardieu (1)
- Sous-secrétaire d'État à l'Économie nationale du 2 mars 1930 au 13 décembre 1930 dans le gouvernement André Tardieu (2)
- Sous-secrétaire d'État à l'Économie nationale du 27 janvier 1931 au 13 juin 1931 dans le gouvernement Pierre Laval (1)
- Sous-secrétaire d'État à l'Économie nationale du 13 juin 1931 au 3 septembre 1931 dans le gouvernement Pierre Laval (2)

## Publications
- Les Affinités électives de Goethe : essai de commentaire critique (avec une préface de Henri Lichtenberger), F. Alcan, 1910, 276 p.
- Ce que pense la jeunesse allemande, G. Oudin, 1913, 115 p.
- La France et les Huit Heures (écrit avec Émile Mireaux), Société d'études et d'informations économiques, 1922, 272 p.
- Réflexions d'un républicain moderne, Bernard Grasset, 1925, 135 p.
- La Vie et l'Œuvre de Robert Pinot, Armand Colin, 1927, 356 p.
- Discours français, Bernard Grasset, 1930, 237 p.
- Souvenirs d'une ambassade à Berlin, septembre 1931-octobre 1938, Flammarion, 1946, 356 pages. Rééd. avec préface et notes de Jean-Paul Bled, Perrin, Coll. « Tempus », 2016, 380 p.
- De Versailles à Potsdam. La France et le problème allemand contemporain, 1919-1945, Flammarion, 1948, 305 pages. Rééed., Electre, 2018, 336 pages.
- Carnets d'un captif, Arthème Fayard, 1952, 434 p.
- Au palais Farnèse. Souvenir d’une ambassade à Rome 1938-1940, Fayard, 1961, 187 p.
- Au fil des jours, propos d'un libéral 1942-1962, Flammarion, 1962, 372 p.
- Au fil des jours, propos d'un libéral 1962-1965, Flammarion, 1966, 345 p.
- Stendhal en Allemagne, Hachette, 1967, 109 pages.

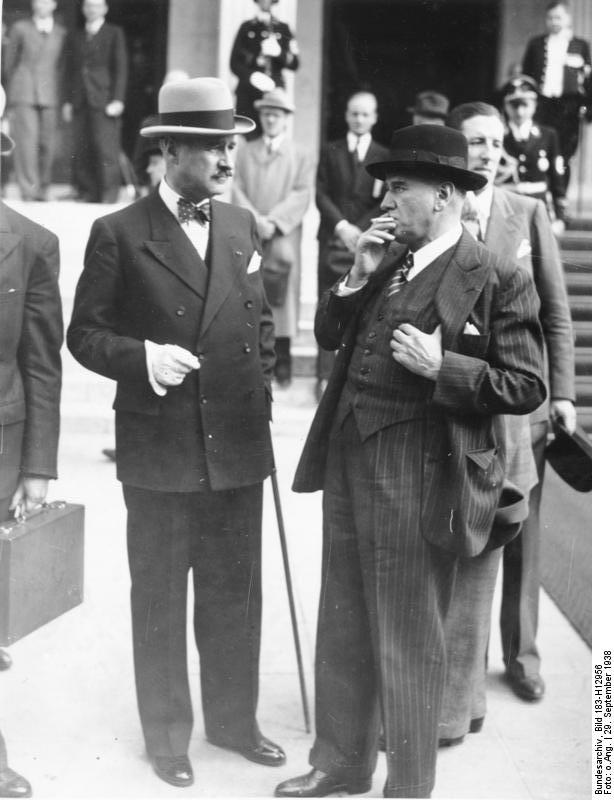
Édouard Daladier et A. François-Poncet, à gauche, le 29 septembre 1938.
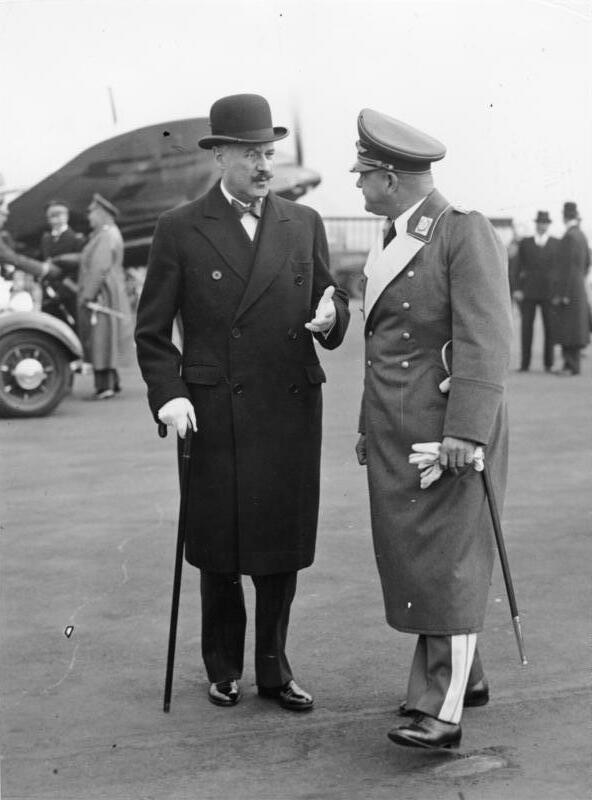
A. François-Poncet avec Erhard Milch en 1937.

## Citation
« Le noyau de toute organisation européenne, c'est l'accord de la France et de l'Allemagne ».

## Sources
- Les papiers personnels d'André François-Poncet sont conservés aux Archives nationales sous la cote 462AP[18].
- « André François-Poncet », dans le Dictionnaire des parlementaires français (1889-1940), sous la direction de Jean Jolly, PUF, 1960 [détail de l’édition]

### Ouvrages et articles scientifiques
- Les Rapports mensuels d'André François-Poncet, haut commissaire français en Allemagne : 1945-1955 : les débuts de la République fédérale d'Allemagne, 2 vol., Imprimerie nationale, Paris, 1996 (présentés et commentés par Hans Manfred Bock)[19].
- Hans-Manfred Bock, "Zur Perzeption der frühen Bundesrepublik Deutschland in der französischen Diplomatie: Die Bonner Monatsberichte des Hochkommissars André François-Poncet 1949 bis 1955" (avec résumé français), in Francia 15[20], 1987, p. 579-658[21].
- Annette Messemer, “Andre Francois-Poncet und Deutschland. Die Jahre Zwischen den Kriegen”, Vierteljahrshefte für Zeitgeschichte Nr. 1991 - 39(4)[22]: p. 505-534[23].
- Hans-Manfred Bock, « André François-Poncet, vieux démons et vertus de l’Allemagne », in Le Magazine littéraire, no 359, novembre 1997, Dossier France-Allemagne, p. 51[24].
- Hans-Manfred Bock, « De la „République moderne“ à la „Révolution nationale“. L’itinéraire intellectuel d’André François-Poncet de 1912 à 1942 », in Albrecht Betz, Stefan Martens (éd.) : Les Intellectuels et l’occupation, Autrement, Paris, 2004, p. 106-148[25].
- Claus W. Schäfer, André François-Poncet als Botschafter in Berlin (1931-1938), Walter de Gruyter GmbH & Co KG, 1 jan. 2004, 382 pages.
- Hélène Miard-Delacroix, Question nationale et nationalisme. Perceptions françaises d’une problématique allemande au début des années cinquante, Lille-Villeneuve-d’Ascq, Presses du Septentrion, 2004, 460 pages[26].
- Françoise Berger, « André François-Poncet, des réseaux intellectuels à l'expérience du journalisme économique au service des entrepreneurs. », in Olivier Dard et Gilles Richard (dir.), Les Permanents patronaux : éléments pour une histoire de l’organisation patronale en France dans la première moitié du XXe siècle, Presses de l’université de Metz, 2005, (rééd. 2010), p. 5-92[27].
- Françoise Berger, « André François-Poncet, un acteur de l’histoire franco-allemande et européenne. », Revue Questions internationales (Documentation française), n° 56, juillet-août 2012, p. 108-114[28].

## Documentaire
- Pierre-Olivier François (réalisateur) et Jean-Marc Dreyfus (historien), Secrets d'ambassades, Berlin (1933-1939), France 5, 19 septembre 2021.